# 澳門威尼斯人會議展覽中心

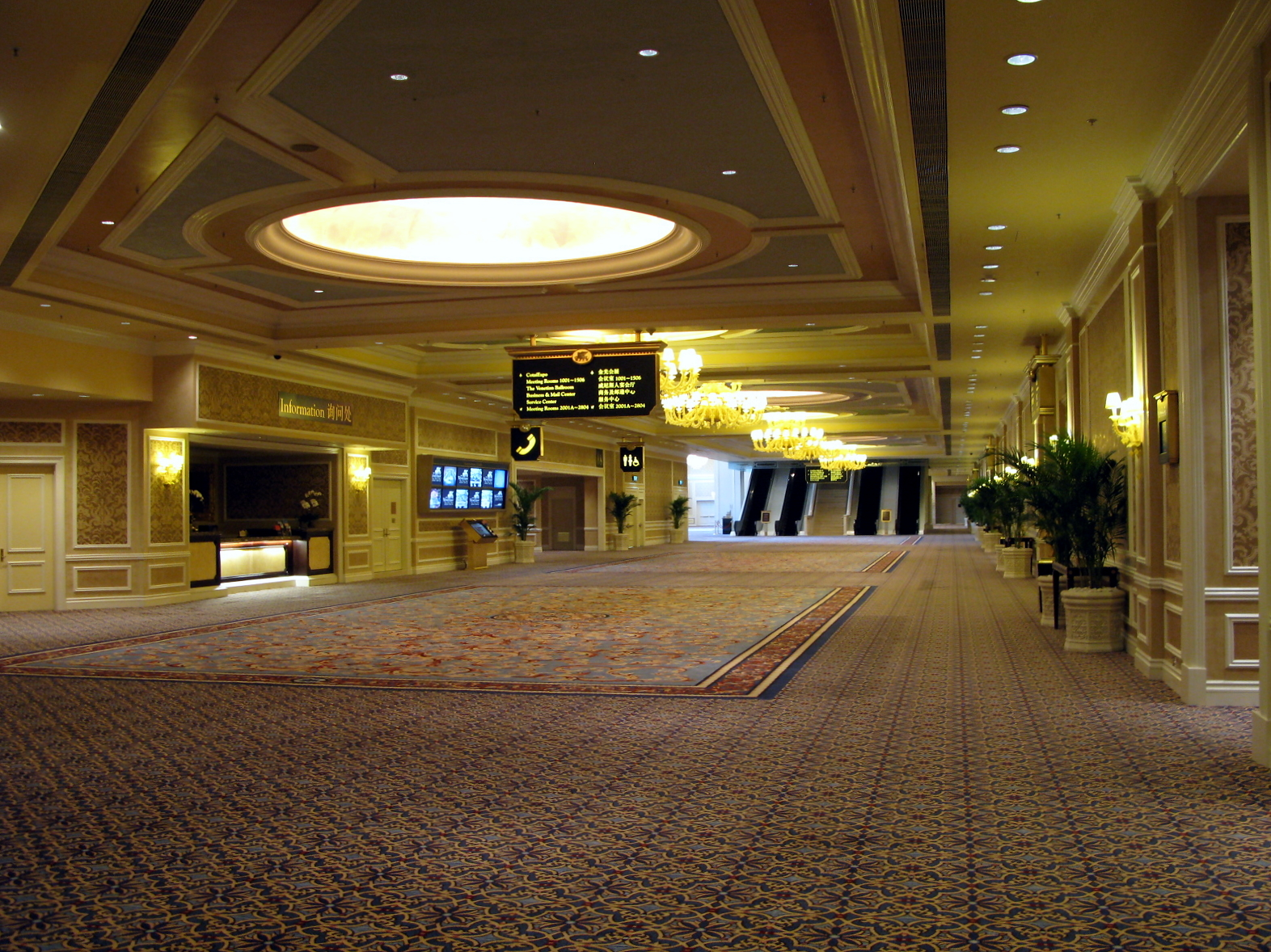
澳門威尼斯人會議展覽中心大堂 （2010年）

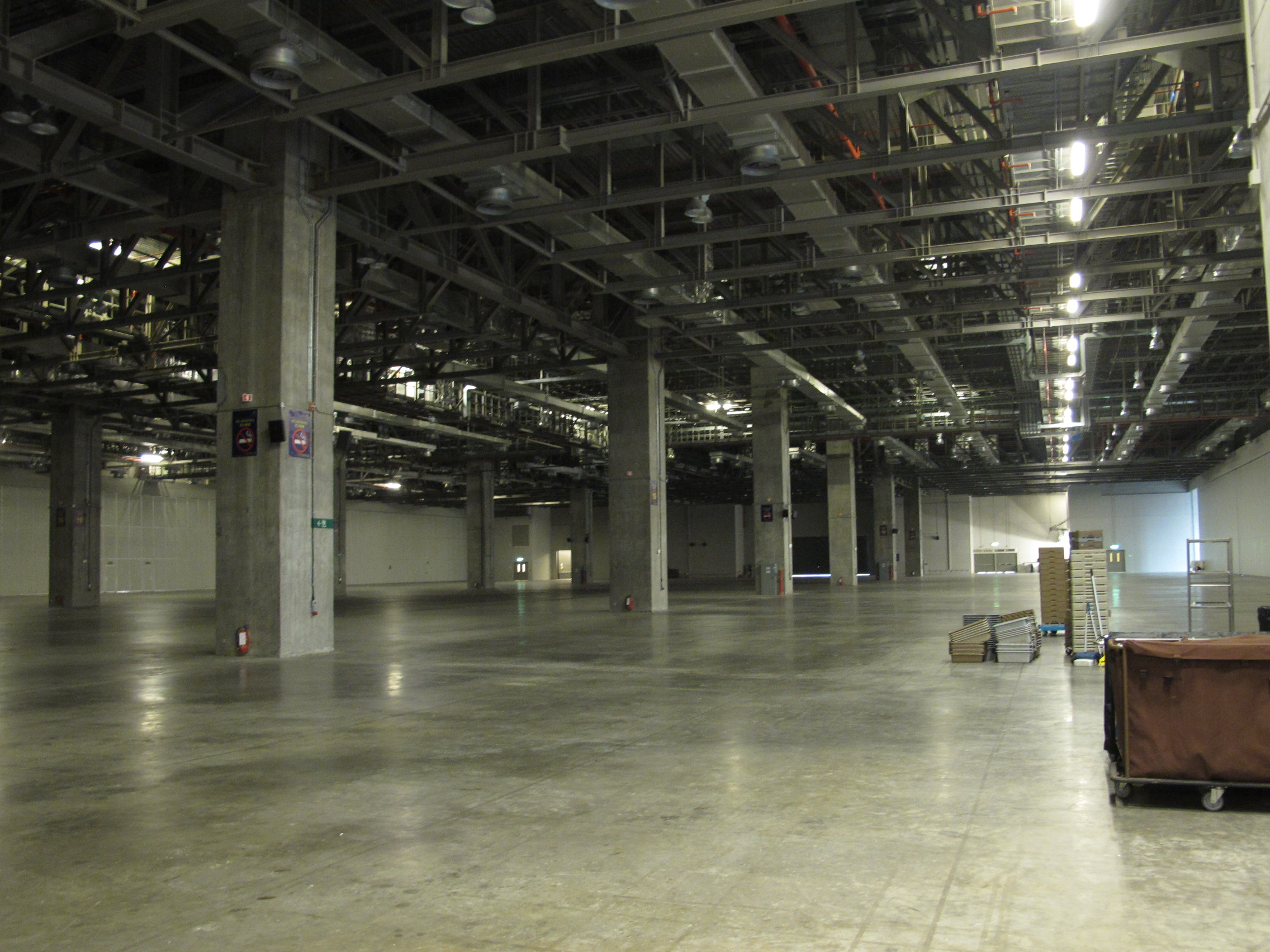
金光會展內的展覽廳 （2013年）

澳門威尼斯人會議展覽中心位於澳門路氹城金光大道的威尼斯人度假村內，是度假村內的一個會議展覽場地，由威尼斯人（澳門）股份有限公司全資擁有。
整個會議展覽中心是澳門最大型的商務活動場地，提供超過100,000平方米（約1,000,000平方呎）靈活的會議及展覽設施，每個會場都能輕易作出調整設置，充份配合不同規模活動的需要。澳門威尼斯人會議中心設有多個不同用途的展覽場地，可同時舉行約10個大小不同的商務活動。中心分為三樓層，分別設有兩個大型展覽廳，三樓層宴會廳以及威尼斯人綜合館（即金光綜藝館）。
澳門威尼斯人會議展覽中心分有地面底層、地面和上層，共分三個樓層；並分為四個部分：第一個部份是可容納15,000人的多功能表演場地－「金光綜藝館」；第二部份是「金光會展」，共設有六個大型展廳，以三個展廳為一組分為兩層；第三部份是「威尼斯人宴會廳」，可按需要分為12個小型宴會廳；而第四部份則是「會議室」，共設有八個會議廳分為兩層。

## 設施

### 金光綜藝館
可容納15,000人的金光綜藝館是全澳最大的單一室內活動場館（以座位計算），綜藝館可容納的觀眾數比香港的紅磡香港體育館的12,500人更多。綜藝館位於澳門威尼斯人會議中心地下一層，毗鄰威尼斯人娛樂場，無論從酒店、娛樂場、大運河購物中心、會議廳以及出入口前往都非常方便。
綜藝館是一所高活動性的活動場館，無論是舉行世界級體育賽事如世界頂級球賽、大型演唱會和其他娛樂活動都綽綽有餘。綜藝館首次投入運作便舉行了兩場NBA賽事，首場奧蘭多魔術對中國男籃明星隊，第二場克利夫蘭對奧蘭多魔術，這是首次有世界級籃球賽事於澳門舉行。
綜藝館往後更邀得多位國際歌手於館內舉辦演唱會，當中包括Beyonce以及Black Eyed Peas等，2007年除夕由Pussycat Dolls（小野貓）舉行倒數演唱會。更有傳日本三大天后濱崎步、安室奈美惠及倖田來未獲邀於2008年到綜合館演出。

### 金光會展
金光會展面積達800,000平方呎（約75,000平方米），分為 A、B、C、D、E、F 六個展覽廳，每三個展區分一層並排，分佈於澳門威尼斯人會議中心的一層和三層，A-C三個廳設於一層，D-F三個廳設於三層。每個樓層的展覽廳可以合併使用，使之變成兩個大型展覽廳，而兩層展廳均設有升降機貫通上下兩層，因此上下兩層可舉辦同一主題的大型展覽活動；六個展覽廳面積由最細的9,300平方米到最大的14,000平方米不等；上層三個廳合併後面積約37,315平方米，下層三個廳面積約37,367平方米，而上下兩層六個廳同時可合計提供約74,682平方米的展覽面積。而每當金光綜藝館進行活動期間，金光會展的部份展廳會僻作臨時停車場方便觀眾。

### 威尼斯人宴會廳
威尼斯人宴會廳適合舉辦各種商務會議、發佈會及招待會等；宴會廳位於澳門威尼斯人會議中心的三層，面積達72,360平方公尺，可以按需要劃分成 A、B、C、D、E、F、G、H、I、J、K、L 十二個小型宴會廳。

### 會議室
而位於一層和地下一層的會議室，合共提供約15,223平方公尺活動空間。一層設有「那不勒斯」、「西西里」、「佛羅倫斯」、「米蘭」四個中型會議室和一個會議廳；地下一層設有「維羅納」、「都靈」、「卡布里」三個中型會議室。位於一層的會議廳分為四個小型會議室，每個面積63平方公尺，其他每個會議室可以分12至14個小型會議室，每個小型會議室面積由最小的53平方公尺至最大的117平方公尺不等，而兩個樓層的七個宴會廳最多可提供92間小型會議室。靈活的會議及展覽設施，能輕易作出配合，滿足不同規模活動的需要。

## 影響
由於澳門威尼斯人集娛樂、表演、商場、酒店、消閒等元素於一身，對會議中心的客源有一定的保證，而且利用了最新的設備，同時中心設有十二萬平方米大型展館，因此開幕後，隨即引發了大批團體來到澳門威尼斯人開辦會議展覽會。其中有為數不小的展參商戶是首次踏足澳門，同時亦有部分是「轉場」到威尼斯人辦會展。其中包括全球珠寶鐘錶展、澳門國際貿易投資展覽會等多個大型展覽會都會移師到澳門威尼斯人會議中心舉辦。
當中有部份「轉場」的展覽會是因為未能於香港訂到期而改到澳門威尼斯人的，其中「國際名車薈」就是其中一個例子，因未能於香港訂期而到澳門舉辦，是次展覽會更是港澳地區歷來最大汽車展，雲集逾20個國際汽車品牌共70款名車，包括身價逾千萬元超級跑車及多款限量版高性能型號，當中不少首度在港澳地區公開亮相。

## 協會成員
- 國際展覽業協會
- 國際會議中心協會（International Association of Congress Centres，簡稱AIPC）
- 澳門會議展覽業協會（Macao Convention & Exhibition Association，簡稱MCEA）
- 國際大會和會議協會（International Congress & Convention Association，簡稱ICCA）
- 亞太旅行協會（Pacific Asia Travel Association，簡稱PATA）

## 相關鏈接
- 澳門威尼斯人度假村酒店
- 澳門威尼斯人度假村酒店官方網站（页面存档备份，存于）